# 실뱅 쇼메
실뱅 쇼메(Sylvain Chomet, 1963년 11월 10일 ~ )는 프랑스의 만화 작가이자 애니메이터, 영화 감독이다.

## 작품 목록
- 《늙은 노파와 비둘기들》 (La vieille dame et les pigeons, 단편) (1997)
- 《벨빌의 세 쌍둥이》 (Les Triplettes de Belleville) (2003)
- 《사랑해, 파리》 (단편 〈Tour Eiffel (에펠 탑)〉) (2006)
- 《일루셔니스트》 (L'illusionniste) (2010)
- 《마담 프루스트의 비밀정원》 (2013)